# Tỉnh trưởng Chính phủ Nhân dân tỉnh Vân Nam
Tỉnh trưởng Chính phủ Nhân dân tỉnh Vân Nam (Tiếng Trung Quốc: 云南省人民政府省长, Bính âm Hán ngữ: Yún Nán shěng rénmín zhèngfǔ shěng zhǎng, Vân Nam tỉnh Nhân dân Chính phủ Tỉnh trưởng) được bầu cử bởi Đại hội Đại biểu nhân dân tỉnh Vân Nam, lãnh đạo bởi thành viên của Đảng Cộng sản Trung Quốc. Cán bộ, công chức lãnh đạo, là Tỉnh trưởng Chính phủ Nhân dân tỉnh Vân Nam có cấp bậc Bộ trưởng, thường là Ủy viên Ủy ban Trung ương Đảng Cộng sản Trung Quốc các khóa. Tỉnh trưởng Chính phủ Nhân dân là lãnh đạo thứ hai của tỉnh, đứng sau Bí thư Tỉnh ủy. Tỉnh trưởng Chính phủ Nhân dân tỉnh Vân Nam đồng thời là Phó Bí thư Tỉnh ủy tỉnh Vân Nam.
Trong lịch sử Cộng hòa Nhân dân Trung Hoa, chức vụ Tỉnh trưởng Chính phủ Nhân dân tỉnh Vân Nam có các tên gọi là Chủ tịch Chính phủ Nhân dân tỉnh Vân Nam (1950 – 1955), Tỉnh trưởng Ủy ban Nhân dân tỉnh Vân Nam (1955 – 1967), Chủ nhiệm Ủy ban Quân Giải phóng Nhân dân Trung Quốc Kiểm soát tỉnh Vân Nam (1967 – 1968), Chủ nhiệm Ủy ban Cách mạng tỉnh Vân Nam (1968 – 1979), và Tỉnh trưởng Chính phủ Nhân dân tỉnh Vân Nam (1979 đến nay). Tất cả các tên gọi này dù khác nhau nhưng cùng có ý nghĩa là Thủ trưởng Hành chính tỉnh Vân Nam, tức nghĩa Tỉnh trưởng Chính phủ Nhân dân tỉnh Vân Nam hiện nay.
Tỉnh trưởng Chính phủ Nhân dân tỉnh Vân Nam hiện tại là Vương Dữ Ba.

## Lịch sử

### Giai đoạn đầu

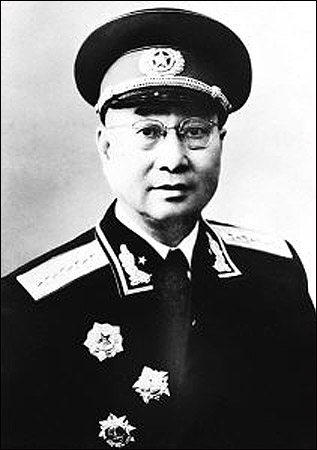
Trần Canh (1903 – 1961), Đại tướng Quân Giải phóng Nhân dân Trung Quốc, nguyên Chủ tịch Chính phủ Nhân dân tỉnh Vân Nam (1950 – 1955).

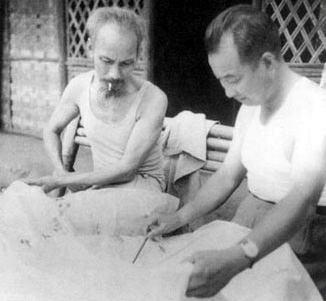
Trần Canh bàn kế hoạch quân sự với Chủ tịch Hồ Chí Minh, năm 1950

Vân Nam là một trong 33 đơn vị hành chính của Trung Quốc, nằm ở phía Đông Nam, tiếp biên giới Việt Nam, Lào và Myanmar. Vào tháng 10 năm 1950, Ủy ban Kiểm soát Quân sự thành phố Côn Minh được Trung ương ra quyết định trù bị để tích hợp thành lập cơ quan hành chính của tỉnh Vân Nam, đó là Chính phủ Nhân dân tỉnh Vân Nam. Thủ trưởng hành chính tỉnh trong giai đoạn 1950 – 1955 giữ chức vụ gọi là Chủ tịch Chính phủ Nhân dân tỉnh Vân Nam, và lãnh đạo đó là Trần Canh, Đại tướng Quân Giải phóng Nhân dân Trung Quốc (một trong mười vị đại tướng Trung Quốc). Trong những năm ở Vân Nam, ông đã nhiều lần chuyển sang Việt Nam làm cố vấn, giúp đỡ Việt Nam trong cuộc Chiến tranh Đông Dương chống Pháp. Trần Canh là người được Mao Trạch Đông hết sức tin cậy, từng giữ chức vụ Phó Tổng Tham mưu trưởng Bộ Tổng tham mưu Giải phóng quân Nhân dân Trung Quốc, mất sớm năm 1961.
Đầu năm 1955, Chỉnh phủ Nhân dân tỉnh Vân Nam được chuyển tên thành Ủy ban Nhân dân tỉnh Vân Nam. Vào tháng 4 năm 1955, Phiên họp thứ hai của Đại hội Đại biểu Nhân dân đầu tiên của tỉnh Vân Nam đã bầu ra Ủy ban Nhân dân tỉnh Vân Nam. Giai đoạn này, Tỉnh trưởng Ủy ban Nhân dân tỉnh Vân Nam có bốn vị, đó là Quách Ảnh Thu (1955 – 1958), Vu Nhất Xuyên (1958 – 1964), Lưu Minh Huy (1964 – 1965), Lưu Duy Tân (1965 – 1967).

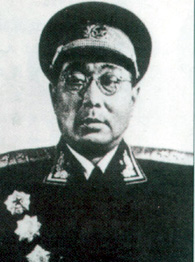
Lý Thành Phương (1914 – 1984), Trung tướng Giải phóng quân Nhân dân Trung Quốc.

Tháng 3 năm 1967, Trung ương thành lập Ủy ban Kiểm soát Quân sự tỉnh Vân Nam của Giải phóng quân Nhân dân kiểm soát Vân Nam. Thủ tưởng kiểm soát Vân Nam giai đoạn này là Lý Thành Phương, Trung tướng Giải phóng quân Nhân dân Trung Quốc.

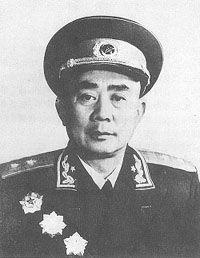
Đàm Phủ Nhân (1910 – 1970), Trung tướng Giải phóng quân Nhân dân Trung Quốc.

Tháng 8 năm 1968, Ủy ban Cách mạng tỉnh Vân Nam chính thức được thành lập. Giai đoạn đầu, Đàm Phủ Nhân giữ chức vụ Chủ nhiệm Ủy ban Cách mạng tỉnh Vân Nam (1968 – 1970). Trong thời gian này, ở Côn Minh đã xảy ra một vụ án nghiêm trọng, và Thủ trưởng tỉnh Vân Nam, Đàm Phủ Nhân đã bị bắt tử vong. Nguyên nhân của án mạng này là bởi cuộc bạo động ở tỉnh Vân Nam về việc chống lại Đại Cách mạng Văn hóa vô sản được tổ chức. Sau đó, Vân Nam phải thay Thủ trưởng hành chính, lần lượt gồm Lưu Duy Tân (1970 – 1975), Cổ Khai Doãn (1975 – 1977) và An Bình Sinh (1977 – 1979).

### Từ 1979
Tháng 12 năm 1979, Ủy ban Cách mạng tỉnh Vân Nam bị bãi bỏ và Chính phủ Nhân dân tỉnh Vân Nam được thành lập trở lại, trở thành cơ quan hành chính tỉnh Vân Nam cho đến nay. Các Tỉnh trưởng Chính phủ Nhân dân tỉnh Vân Nam đến nay như Lưu Minh Huy (1979 – 1983), Phổ Triều Trú (1983 – 1985), Hòa Chí Cường (1985 – 1998), Lý Gia Đình (1998 – 2001), Từ Vinh Khải (2001 – 2006), Tần Quang Vinh (2006 – 2011), Lý Kỉ Hằng (2011 – 2014), Trần Hào (2014 – 2016), Nguyễn Thành Phát (2016 – nay). Gần đây có Lý Kỉ Hằng là Bí thư Khu ủy Khu tự trị Nội Mông Cổ, Trần Hào là Bí thư Tỉnh ủy tỉnh Vân Nam và đương nhiệm Tỉnh trưởng Chính phủ Nhân dân tỉnh Vân Nam hiện nay là Nguyễn Thành Phát. Cả ba người này đều đang là Ủy viên Ủy ban Trung ương Đảng Cộng sản Trung Quốc khóa XIX.

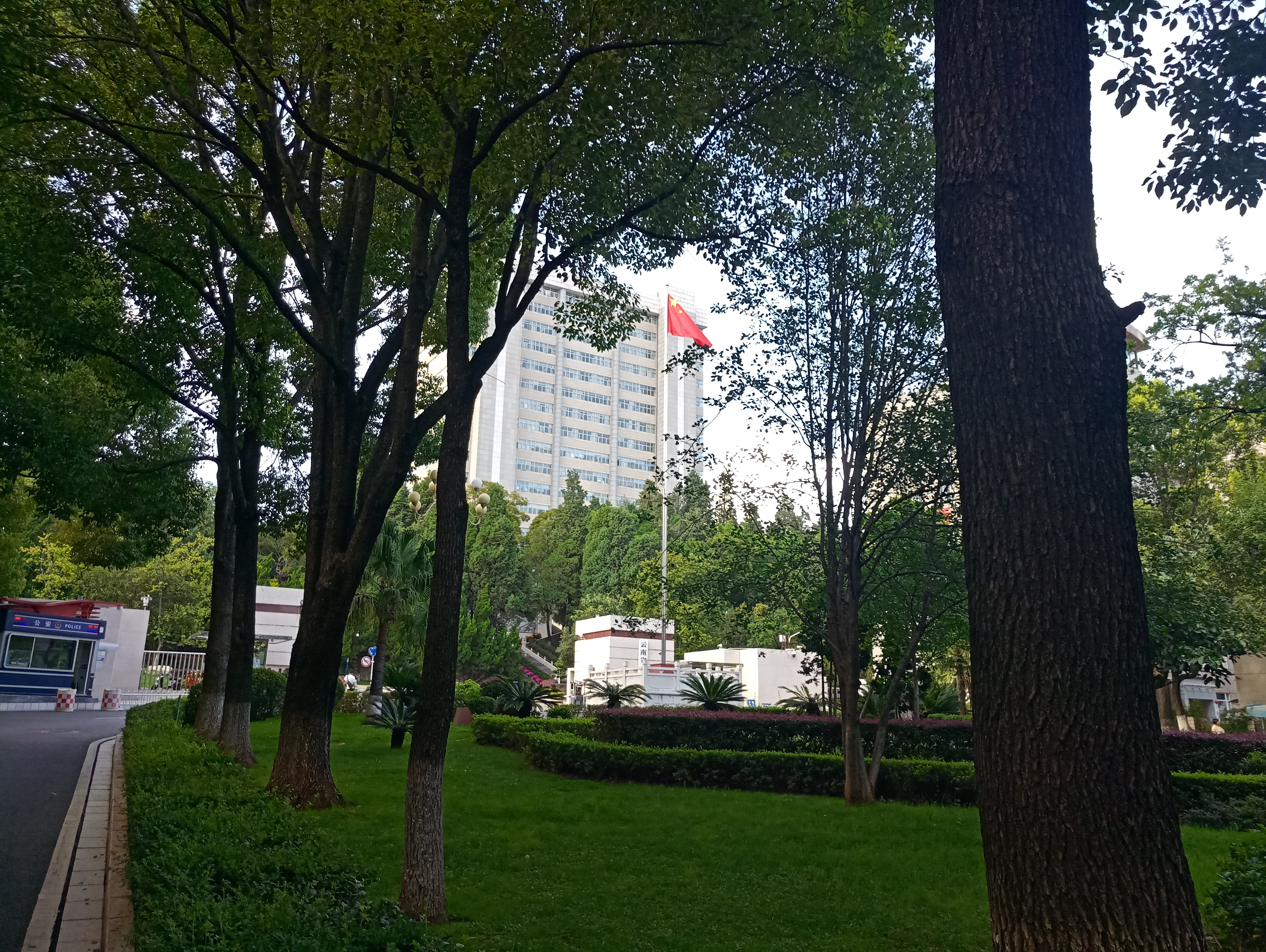
Trụ sở Chính phủ Nhân dân tỉnh Vân Nam.

Từ năm 1950 đến nay, Vân Nam có tổng cộng 19 Tỉnh trưởng Chính phủ Nhân dân. Tỉnh không có lãnh đạo quốc gia nào từng giữ vị trí này. Ở Vân Nam, đã xảy ra một vụ án phức tạp và nghiêm trọng năm 2001, liên quan đến tội tham nhũng, nhận hối lộ của Tỉnh trưởng Chính phủ Nhân dân tỉnh Vân Nam Lý Gia Đình. Vụ án được điều tra, xét xử nghiêm khắc và kết quả là Lý Gia Đình nhận án tử hình năm 2001. Vợ ông tự tử và con trai ông phải nhận án tù 15 năm.
Năm 2018, Vân Nam là tỉnh đông thứ mười hai về số dân, đứng thứ ba mươi về kinh tế Trung Quốc với 48 triệu dân, tương đương với Hàn Quốc và GDP danh nghĩa đạt 1.788 tỉ NDT (270,2 tỉ USD) tương ứng với Phần Lan. Vân Nam có chỉ số GDP đầu người xếp thứ ba mươi Trung Quốc, đạt 37.160 NDT (tương ứng với 5.612 USD).

## Danh sách Tỉnh trưởng Chính phủ Nhân dân tỉnh Vân Nam
Từ năm 1949 tính đến hiện tại, Chính phủ Nhân dân tỉnh Vân Nam có 19 Tỉnh trưởng Chính phủ Nhân dân.
| STT                                                      | Tên                                                    | Quê quán                                               | Sinh năm                                               | Nhiệm kỳ                                               | Chức vụ về sau (gồm hiện) | Chức vụ trước, tình trạng                                                          |
| Chủ tịch Chính phủ Nhân dân tỉnh Vân Nam (1949 – 1955)   | Chủ tịch Chính phủ Nhân dân tỉnh Vân Nam (1949 – 1955) | Chủ tịch Chính phủ Nhân dân tỉnh Vân Nam (1949 – 1955) | Chủ tịch Chính phủ Nhân dân tỉnh Vân Nam (1949 – 1955) | Chủ tịch Chính phủ Nhân dân tỉnh Vân Nam (1949 – 1955) | Chủ tịch Chính phủ Nhân dân tỉnh Vân Nam (1949 – 1955) | Chủ tịch Chính phủ Nhân dân tỉnh Vân Nam (1949 – 1955)                             |
| -------------------------------------------------------- | ------------------------------------------------------ | ------------------------------------------------------ | ------------------------------------------------------ | ------------------------------------------------------ | --- | ---------------------------------------------------------------------------------- |
| 1                                                        | Trần Canh                                              | Tương Hương Hồ Nam                                     | 1903 – 1961                                            | 01/1950 – 04/1955                                      | Đại tướng Quân Giải phóng Nhân dân Trung Quốc, Nguyên Phó Tổng Tham mưu trưởng Bộ Tổng tham mưu Giải phóng quân Nhân dân Trung Quốc, Nguyên Thứ trưởng Bộ Quốc phòng Trung Quốc, Nguyên Hiệu trưởng đầu tiên Trường Đại học Công nghệ Quốc phòng Trung Quốc. | Tỉnh trưởng đầu tiên của Vân Nam, qua đời năm 1961 ở Thượng Hải.                   |
| Tỉnh trưởng Ủy ban Nhân dân tỉnh Vân Nam (1955 – 1967)   |                                                        |                                                        |                                                        |                                                        | |                                                                                    |
| 2                                                        | Quách Ảnh Thu                                          | Từ Châu, Giang Tô                                      | 1909 – 1985                                            | 01/1955 – 03/1958                                      | Nguyên Tỉnh trưởng Chính phủ Nhân dân tỉnh Vân Nam. | Qua đời năm 1985 tại Bắc Kinh.                                                     |
| 3                                                        | Vu Nhất Xuyên                                          | Nam Bì Hà Bắc                                          | 1917 – 1990                                            | 03/1958 – 04/1964                                      | Nguyên Tỉnh trưởng Chính phủ Nhân dân tỉnh Vân Nam. | Qua đời năm 1990 tại Trịnh Châu.                                                   |
| 4                                                        | Lưu Minh Huy                                           | Cám Châu, Giang Tây                                    | 1914 – 2010                                            | 04/1964 – 02/1965                                      | Nguyên Ủy viên Ủy ban Cố vấn Trung ương Đảng Cộng sản Trung Quốc. | Mất năm 2010 tại Côn Minh.                                                         |
| 5                                                        | Lưu Duy Tân                                            | Cát An Giang Tây                                       | 1905 – 1975                                            | 02/1965 – 03/1967                                      | Nguyên Bí thư thứ nhất Tỉnh ủy tỉnh Vân Nam, Nguyên Cục trưởng Cục Thống kê Quốc gia Trung Quốc. | Qua đời năm 1975 tại Nam Kinh.                                                     |
| Chủ nhiệm Ủy ban Cách mạng tỉnh Vân Nam (1967 – 1979)    |                                                        |                                                        |                                                        |                                                        | |                                                                                    |
| 6                                                        | Lý Thành Phương                                        | Ma Thành Hồ Bắc                                        | 1914 – 1984                                            | 03/1967 – 08/1967                                      | Trung tướng Giải phóng quân Nhân dân Trung Quốc, Nguyên Chính ủy Quân ủy Vũ Hán, Nguyên Ủy viên Ủy ban Cố vấn Trung ương Đảng Cộng sản Trung Quốc, Nguyên Bộ trưởng Bộ Máy móc Công nghiệp Trung Quốc (đã giải thể).                                         | Qua đời năm 1984 tại Bắc Kinh.                                                     |
| 7                                                        | Đàm Phủ Nhân                                           | Nhân Hóa Quảng Đông                                    | 1910 – 1970                                            | 08/1968 – 12/1970                                      | Trung tướng Giải phóng quân Nhân dân Trung Quốc, Nguyên Tỉnh trưởng Chính phủ Nhân dân tỉnh Vân Nam. | Bị bắn và tử vong trong thời kỳ Đại Cách mạng Văn hóa vô sản tại Vân Nam năm 1970. |
| 8                                                        | Lưu Duy Tân                                            | Cát An Giang Tây                                       | 1905 – 1975                                            | 12/1970 – 10/1975                                      | Nguyên Bí thư thứ nhất Tỉnh ủy tỉnh Vân Nam, Nguyên Cục trưởng Cục Thống kê Quốc gia Trung Quốc. | Lần thứ hai làm Tỉnh trưởng, Qua đời năm 1975 tại Nam Kinh.                        |
| 9                                                        | Cổ Khai Doãn                                           | Văn Hỷ Sơn Tây                                         | 1914 – 2004                                            | 10/1975 – 02/1977                                      | Nguyên Bí thư Tỉnh ủy tỉnh Quý Châu, Nguyên Bí thư thứ nhất Tỉnh ủy tỉnh Vân Nam. | Mất năm 2004 tại Thạch Gia Trang.                                                  |
| 10                                                       | An Bình Sinh                                           | Chu Chí Thiểm Tây                                      | 1917 – 1999                                            | 02/1987 – 12/1979                                      | Nguyên Bí thư thứ nhất Tỉnh ủy tỉnh Vân Nam, Nguyên Ủy viên Ủy ban Cố vấn Trung ương Đảng Cộng sản Trung Quốc, Nguyên Chính ủy Quân khu Côn Minh. | Mất năm 1999 tại Bắc Kinh.                                                         |
| Tỉnh trưởng Chính phủ Nhân dân tỉnh Vân Nam (1979 – nay) |                                                        |                                                        |                                                        |                                                        | |                                                                                    |
| 11                                                       | Lưu Minh Huy                                           | Cám Châu, Giang Tây                                    | 1914 – 2010                                            | 12/1979 – 03/1983                                      | Nguyên Ủy viên Ủy ban Cố vấn Trung ương Đảng Cộng sản Trung Quốc. | Lần thứ hai làm Tỉnh trưởng, Mất năm 2010 tại Côn Minh.                            |
| 12                                                       | Phổ Triều Trú                                          | Vân Nam.                                               | 1929 – 2002                                            | 03/1983 – 08/1985                                      | Nguyên Bí thư Tỉnh ủy tỉnh Vân Nam, Nguyên Ủy viên Ủy ban Thường vụ Đại hội Đại biểu Nhân dân Toàn quốc Cộng hòa Nhân dân Trung Hoa. | Mất năm 2002 tại Bắc Kinh.                                                         |
| 13                                                       | Hòa Chí Cường                                          | Lệ Giang,Vân Nam.                                      | 1934 – 2007                                            | 08/1985 – 01/1998                                      | Nguyên Thường vụ Ủy ban Toàn quốc Hội nghị Hiệp thương Chính trị Nhân dân Trung Quốc. | Tỉnh trưởng 13 năm, qua đời năm 2007 tại Bắc Kinh.                                 |
| 14                                                       | Lý Gia đình                                            | Hồng Hà Vân Nam                                        | 1944 – 2001                                            | 01/1998 – 06/2001                                      | Nguyên Tỉnh trưởng Chính phủ Nhân dân tỉnh Vân Nam. | Vi phạm nghiêm trọng về hối lộ, tham nhũng, chịu án tử hình năm 2001.              |
| 15                                                       | Từ Vinh Khải                                           | Trùng Khánh                                            | 1942 –                                                 | 06/2001 – 11/2006                                      | Nguyên Bí thư Tỉnh ủy tỉnh Vân Nam. | Trước đó là Phó Chủ nhiệm Ủy ban Giảm nhẹ thiên tai Quốc gia Trung Quốc.           |
| 16                                                       | Tần Quang Vinh                                         | Bồng Lai, Sơn Đông                                     | 1950 –                                                 | 11/2006 – 08/2011                                      | Nguyên Bí thư Tỉnh ủy tỉnh Vân Nam. | Trước đó là Phó Bí thư Tỉnh uỷ tỉnh Vân Nam.                                       |
| 17                                                       | Lý Kỉ Hằng                                             | Quý Cảng, Quảng Tây                                    | 1957 –                                                 | 08/2011 – 10/2014                                      | Ủy viên Ủy ban Trung ương Đảng Cộng sản Trung Quốc khóa XIX, Bí thư Khu ủy Khu tự trị Nội Mông Cổ, Nguyên Bí thư Tỉnh ủy tỉnh Vân Nam. | Trước đó là Phó Bí thư Tỉnh uỷ tỉnh Vân Nam.                                       |
| 18                                                       | Trần Hào                                               | Hải Môn, Giang Tô                                      | 1954 –                                                 | 10/2014 – 12/2016                                      | Ủy viên Ủy ban Trung ương Đảng Cộng sản Trung Quốc khóa XIX, Bí thư Tỉnh ủy tỉnh Vân Nam. | Trước đó là Bí thư thứ nhất Ban Bí thư Tổng Công hội Toàn quốc Trung Quốc.         |
| 19                                                       | Nguyễn Thành Phát                                      | Vũ Hán, Hồ Bắc                                         | 1957                                                   | 12/2016 – 11/2020                                      | Ủy viên Ủy ban Trung ương Đảng Cộng sản Trung Quốc khóa XIX, Bí thư Tỉnh ủy tỉnh Vân Nam. | Trước đó là Phó Bí thư Tỉnh uỷ tỉnh Hồ Bắc.                                        |
| 20                                                       | Vương Dữ Ba                                            | Trấn Bình, Hà Nam                                      | 1963                                                   | 11/2020                                                | Phó Bí thư Tỉnh ủy tỉnh Vân Nam, Tỉnh trưởng Chính phủ Nhân dân tỉnh Vân Nam. | Phó Bí thư chuyên chức Tỉnh ủy tỉnh Vân Nam.                                       |

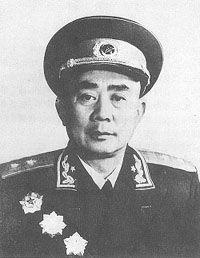
Đàm Phủ Nhân (1910 – 1970), Trung tướng Giải phóng quân Nhân dân Trung Quốc, nguyên Chủ nhiệm Ủy ban Cách mạng tỉnh Vân Nam (1968 – 1970).
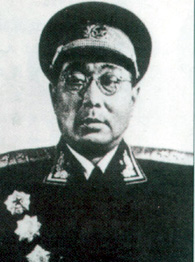
Lý Thành Phương (1914 – 1984), Trung tướng Giải phóng quân Nhân dân Trung Quốc, nguyên Chủ nhiệm Ủy ban Quân Giải phóng Nhân dân Trung Quốc Kiểm soát tỉnh Vân Nam (1967).
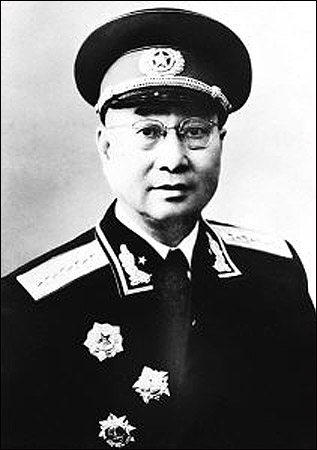
Trần Canh (1903 – 1961), Đại tướng Quân Giải phóng Nhân dân Trung Quốc, nguyên Chủ tịch Chính phủ Nhân dân tỉnh Vân Nam (1950 – 1955).

## Tên gọi khác của chức vụ Tỉnh trưởng Chính phủ Nhân dân

#### Chủ tịch Chính phủ Nhân dân tỉnh Vân Nam (1950 – 1955)

Vân Nam

- Trần Canh, Đại tướng Quân Giải phóng Nhân dân Trung Quốc, nguyên Chủ tịch Chính phủ Nhân dân tỉnh Vân Nam (1949 – 1952).

#### Tỉnh trưởng Ủy ban Nhân dân tỉnh Vân Nam (1955 – 1967)
- Quách Ảnh Thu, nguyên Chủ tịch Chính phủ Nhân dân tỉnh Vân Nam (1955 – 1958).
- Vu Nhất Xuyên, nguyên Tỉnh trưởng Ủy ban Nhân dân tỉnh Vân Nam (1958 – 1964).
- Lưu Minh Huy, nguyên Tỉnh trưởng Ủy ban Nhân dân tỉnh Vân Nam (1964 – 1965).
- Lưu Duy Tân, nguyên Tỉnh trưởng Ủy ban Nhân dân tỉnh Vân Nam (1965 – 1967).

#### Chủ nhiệm Ủy ban Quân Giải phóng Nhân dân Trung Quốc Kiểm soát tỉnh Vân Nam (1967 – 1968)
- Lý Thành Phương, Trung tướng Giải phóng quân Nhân dân Trung Quốc, nguyên Chủ nhiệm Ủy ban Quân Giải phóng Nhân dân Trung Quốc Kiểm soát tỉnh Vân Nam (1967).

#### Chủ nhiệm Ủy ban Cách mạng tỉnh Vân Nam (1968 – 1979)
- Đàm Phủ Nhân, Trung tướng Giải phóng quân Nhân dân Trung Quốc, nguyên Chủ nhiệm Ủy ban Cách mạng tỉnh Vân Nam (1968 – 1970).
- Lưu Duy Tân, nguyên Chủ nhiệm Ủy ban Cách mạng tỉnh Vân Nam (1970 – 1975).
- Cổ Khai Doãn, nguyên Chủ nhiệm Ủy ban Cách mạng tỉnh Vân Nam (1975 – 1977).
- An Bình Sinh, nguyên Chủ nhiệm Ủy ban Cách mạng tỉnh Vân Nam (1977 – 1979).

## Các lãnh đạo quốc gia Trung Quốc từng là Tỉnh trưởng Chính phủ Nhân dân tỉnh Vân Nam

Bản đồ Vân Nam

Trong quãng thời gian từ năm 1949 đến nay, Chính phủ Nhân dân tỉnh Vân Nam chưa có lãnh đạo quốc gia nào từng giữ vị trí Tỉnh trưởng Chính phủ Nhân dân.
Chỉ có một cán bộ cao cấp từng là Thủ trưởng tỉnh, đó là:
- Trần Canh (1903 – 1961), Đại tướng Quân Giải phóng Nhân dân Trung Quốc, nguyên Phó Tổng Tham mưu trưởng Bộ Tổng tham mưu Giải phóng quân Nhân dân Trung Quốc, nguyên Thứ trưởng Bộ Quốc phòng Trung Quốc, nguyên Hiệu trưởng đầu tiên Trường Đại học Công nghệ Quốc phòng Trung Quốc.

Trần Canh là một trong mười vị Đại tướng của Giải phóng quân Nhân dân Trung Quốc trong lịch sử Trung Quốc. Ông cũng là Tỉnh trưởng Chính phủ Nhân dân tỉnh Vân Nam đầu tiên. Ông từng sang Việt Nam làm cố vấn, giúp đỡ Việt Nam trong cuộc Chiến tranh Đông Dương chống Pháp trong những năm là Thủ trưởng Vân Nam (1950 – 1955).